# Burgmans fåfänga

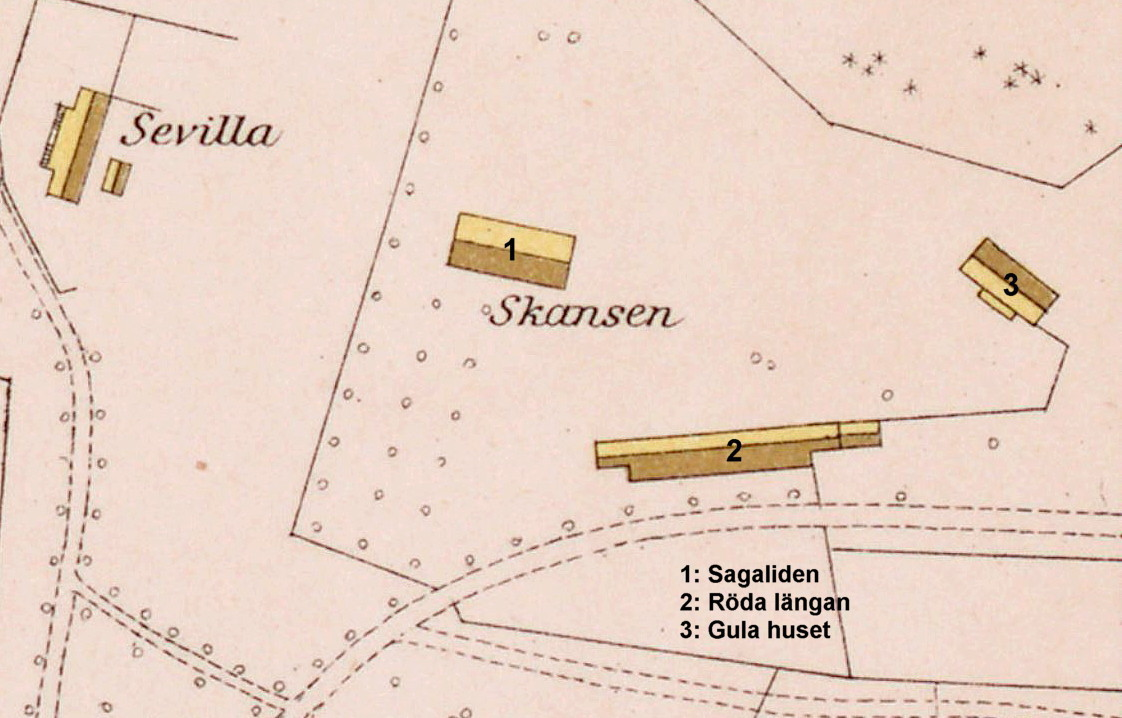
Området på 1880-talet.

Burgmanska fåfängan var ett sommarnöje på Skansenberget på Södra Djurgården i Stockholm. Från fåfängan återstår idag den så kallade Röda längan, Gula huset och Sagaliden som hör till Skansens byggnader vilka fortfarande står på sina ursprungliga platser.

## Historik

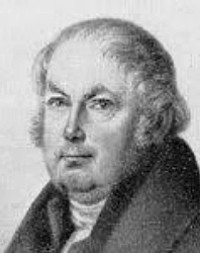
John Burgman

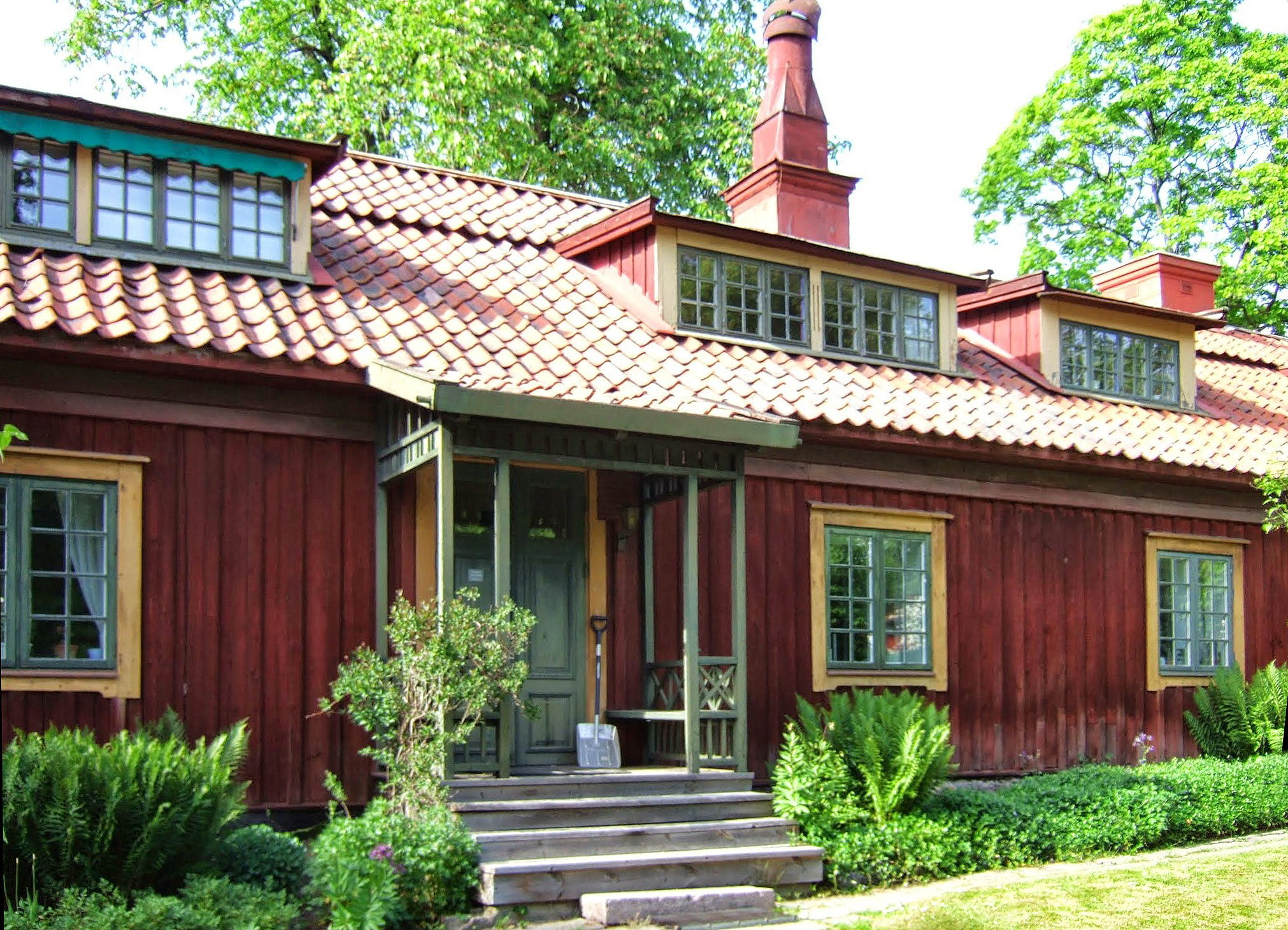
Röda längan.

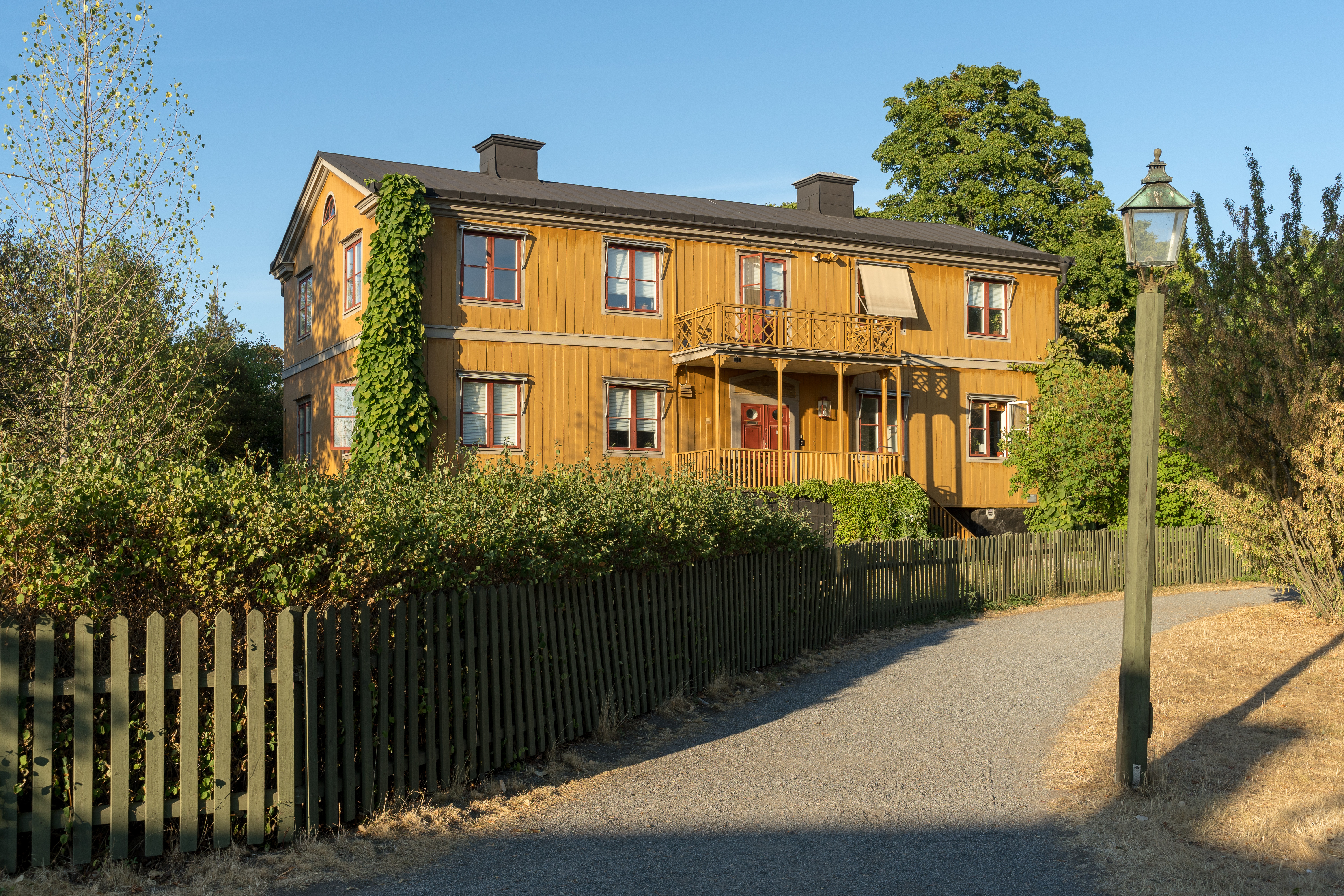
Gula huset.

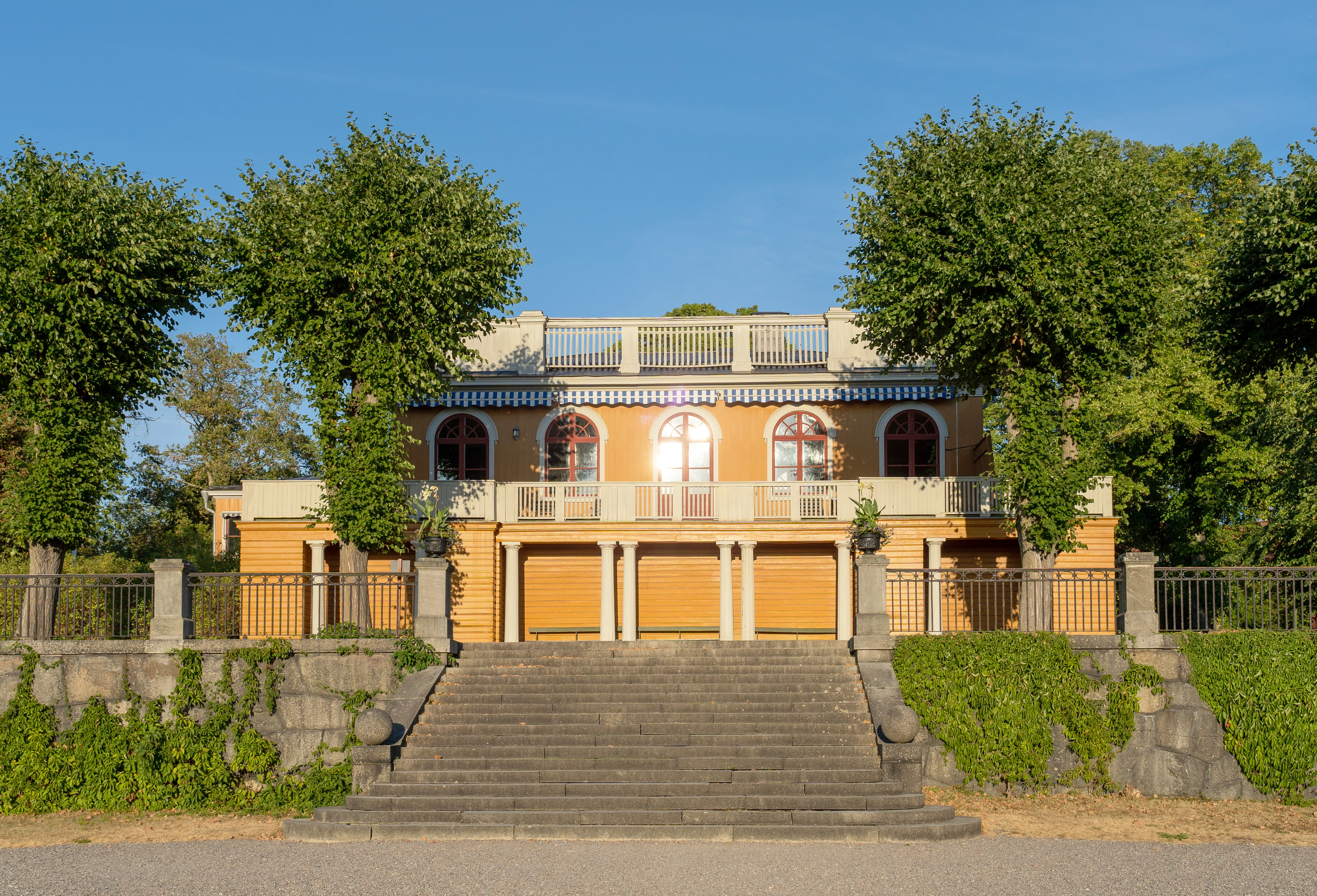
Sagaliden.

På Skansenbergets nordvästra sluttning låg i början av 1800-talet lägenheten Skantzen som ägdes av Petter Klingberg, traktör på Värdshuset Blå porten. Egendomen omfattade drygt 8 tunnland, cirka 4 hektar. 1814 efterträddes han av John Burgman (1764–1833) som var förmögen grosshandlare och delägare i gamla Djurgårdsvarvet. 
Han fullföljde Klingbergs planer och lät bygga sin fåfänga på berget som innan dess varit ett parti med barrskog och oländig vildmark. Han förvandlade platsen till en park med exotiska växter där även allmänheten hade tillträde. I Märta Helena Reenstiernas (känd som Årstafrun) berömda dagbok kunde man läsa: Stockholmarna kan besöka delar av trädgården och förundras över exotiska träd och frukter som ananas, persikor och vinrankor. 
Anläggningen på Skansenberget vida blev känd som Burmans fåfänga. Egendomen ärvdes av Burgmans fosterdotter, Mary Barnes Burgman och svärsonen, skeppsredaren Per Adolf Fredholm, som sedermera sålde stället till grosshandlaren Adolf Berghman. Nästa ägare blev den förmögne juveleraren och konstsamlaren Christian Hammer. Han sålde 1896 nedre Skansen med Sagaliden och Röda längan till Skansens grundare Artur Hazelius.

### Röda längan
Till bebyggelsen hörde ett rödmålat trähus som kom att kallas ”Röda längan”. Byggnaden fungerade som bostad åt tjänstefolk och trädgårdsarbetare vid John Burgmans sommarnöje. Själv bodde han i Gula huset strax bakom. I mitten av 1800-talet ombyggdes Röda längan till ett hyreshus för sommargäster. På 1900-talets början blev Röda längan till kontor och lägenheter för Skansens personal. Huset är 48 meter långt och numera enbart kontor.

### Gula huset
Från Burgmans tid återstår även ”Gula huset” som var Burgmans sommarbostad på fåfängan. Huset uppfördes troligen 1816 och var ett gulmålat trähus i två våningar. På 1890-talet blev det tjänstebostad och hem för Artur Hazelius, Skansens grundare.

### Sagaliden
"Sagaliden" var fåfängans festvåning och sommarpaviljong gestaltad i empir. Härifrån hade man en vidsträckt utsikt över Stockholm. En kort tid fanns akvarium i byggnaden och till Stockholmsutställningen 1897 förvandlades Sagaliden till restaurang. 1927 byggdes Sagaliden om till bostad för Skansens chef. Idag används byggnaden för representation och som kontor.

## Andra fåfängor i Stockholm
- Lundins fåfänga (känd som Fåfängan) på Södermalm, uppförd på 1770-talet av grosshandlaren Fredrik Lundin.
- Titzens fåfänga på Skinnarviksberget, uppförd av överpolisgevaldigern Titz i hans trädgård.
- Westmans fåfänga i Sabbatsberg, uppförd av "bryggarkungen" Abraham Westman där sjukhuset nu ligger.